# Onthophagus aerumnosus
Onthophagus aerumnosus là một loài bọ cánh cứng trong họ Bọ hung (Scarabaeidae).